# Atelopus ignescens
Az Atelopus ignescens a kétéltűek (Amphibia) osztályának békák (Anura) rendjéhez és a varangyfélék (Bufonidae) családjába tartozó faj.

## Elterjedése
Az Andokban honos, Ecuador endemikus faja. Természetes élőhelyei a hegyi erdők, cserjések és gyepek, tavak, folyók és patakok környékén.

## Természetvédelmi helyzete
Az elterjedése kicsi, 1988 óta nem találtak élő példányt a vadonban, ezért a fajról azt hitték, hogy kihalt. 2016-ban újra észlelték  a faj egyedeit, a helye ismeretlen. A Természetvédelmi Világszövetség Vörös listáján súlyosan veszélyeztetett fajként szerepel.